# Bleșnea, Semenivka
Bleșnea (în ucraineană Блешня) este un sat în comuna Orlîkivka din raionul Semenivka, regiunea Cernihiv, Ucraina. În secolul al XIX-lea, satul făcea parte din volostul Semenivka, uezdul Novozîbkov.

## Demografie
Componența lingvistică a localității Bleșnea
     Ucraineană (84,31%)
     Rusă (15,69%)
Conform recensământului din 2001, majoritatea populației localității Bleșnea era vorbitoare de ucraineană (84,31%), existând în minoritate și vorbitori de rusă (15,69%).